# Hideo Hashimoto
Hideo Hashimoto (jap. 橋本英郎 Hashimoto Hideo; ur. 21 maja 1979 w Osace) – japoński piłkarz występujący na pozycji pomocnika w Gambie Osaka. W klubie gra z numerem 27.